# 明基夫齊 (基輔州)
49°47′32″N 29°28′13″E / 49.79222°N 29.47028°E
明基夫齊（羅馬化：Mynkivtsi）是位於烏克蘭北部的村莊，由基辅州白采爾克瓦區的斯克維拉市鎮負責管轄。該村面積2.3平方公里，海拔高度219米，2001年人口581，人口密度每平方公里252.6人。